# Salsa-do-pará
Smilax longifolia, também conhecido como salsa-do-pará, é uma espécie do gênero Smilax e da família Smilacaceae. Eles são alpinistas. São nativas do Amapá, Amazônia e Pará. Possuem folhas simples e largas.

## Taxonomia
Smilax herbacea foi descrita por Carlos Linnaeus e publicada em Species Plantarum 2: 1030–1031, no ano de 1753.

A espécie Smilax longifolia com esse nome foi descrita em 1792 por Louis Claude Richard.  Os seguintes sinônimos já foram catalogados:  
- Sarsaparilla acuminata  (Willd.) Kuntze
- Smilax grandifolia  Regel
- Smilax papyracea  Duhamel

## Descrição
É uma videira com caules anuais, a ramificação atinge os 2,5 m de comprimento, é longifolia, glabra; com espinhos ausentes. Com pecíolo fino, 6,1 cm; e gavinhas numerosas, longas e funcionais; a folha é oblonga-ovada, ovalada ou redonda, 4,5-12 × 3,9 cm, abaxialmente glabra, a base cordada a truncada, toda a margem obtusa, o ápice agudo; o caule proximal deixa mais estreito e menor. As inflorescências em forma de umbelas axilares com 20-100 flores. O perianto é esverdeado, com cheiro de carniça. O fruto é uma baga subglobosa, com 10 mm de diâmetro.

## Distribuição e habitat
É encontrado em florestas, matagais aluviais e prados, geralmente em solos calcários, em altitudes de 100 a 800 metros, no Brasil havendo ocorrência em países vizinhos como Colômbia e Venezuela.